# Бар'єрна функція (фізіологія)
Бар'є́рна фу́нкція — здатність організму людини й тварин за допомогою особливих фізіологічних пристосувань (т. з. бар'єрів) забезпечувати вибірне проникнення із зовнішнього середовища у внутрішнє (кров і лімфу) одних речовин і видалення з останнього інших речовин. 
Бар'єрна функція сприяє захистові організму від шкідливих впливів і збереженню ним відносної сталості і властивостей свого внутрішнього середовища. 
Бар'єрна функція, як і інші пристосовні механізми, розвинулась у процесі еволюції. Чим вище розвинений організм, тим чутливіший він (особливо його нервова система) до зміни умов внутрішнього середовища і тим досконаліші пристосовні механізми, що підтримують їх сталість. 
Умовно розрізняють зовнішні бар'єри (шкірний покрив, дихальний, видільний і травний апарати) та внутрішні. Під останніми розуміють сукупність механізмів, які регулюють обмін між кров'ю і тканинною рідиною, — так звані гісто-гематичні бар'єри (Л. С. Штерн) або гемато-паренхіматозні (О. О. Богомолець, М. Д. Стражеско, О. І. Смирнова-Замкова). Від їхньої діяльності залежить сталість внутрішнього середовища окремих тканин та органів, постачання їм кисню, живильних речовин та виведення продуктів обміну. Найкраще вивчений гемато-енцефалічний бар'єр, що відділяє від крові спинномозкову рідину, яка омиває клітини центральної нервової системи. 
Порушення діяльності бар'єрних систем організму відіграють велику роль у розвитку хворобливих процесів.